# 加勒比絲鰭鮃
加勒比絲鰭鮃（學名：Trichopsetta caribbaea）為輻鰭魚綱鰈形目鰈亞目鮃科的其中一種，為熱帶海水魚，分布於中西大西洋海域，棲息深度70-300公尺，體長可達18公分，棲息在底層水域，以底棲生物為食，生活習性不明，可做為食用魚。

## 扩展阅读
維基物種上的相關：加勒比絲鰭鮃